# Frank Frost (soccer)
Frank Frost était un footballeur américain des années 1900, avec un statut amateur, qui a participé aux Jeux olympiques de 1904 au poste de gardien de but. Avec l'équipe de St. Rose Parish, il obtient la médaille de bronze dans ce tournoi.